# Alessandro Abate

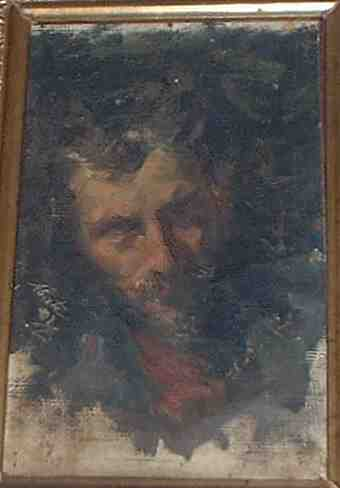
Ritratto di Francesco Paolo Frontini, opera dell'Abate, collezioni Frontini.

Alessandro Abate (Catania, 25 novembre 1867 – Catania, 29 marzo 1953) è stato un pittore, acquerellista ed affreschista italiano.

## Biografia
Figlio di Carmelo Abate e Anna Reitano, la sua formazione artistica inizia in Sicilia con il verista Antonino Gandolfo, per proseguire a Napoli col Marinelli e a Roma all'Accademia di Arti Applicate e con Francesco Jacovacci tramite un sussidio del Comune di Catania.
In quest'epoca Abate esordisce con i dipinti La cantatrice ambulante (olio su tela, 1890) e I cantastorie (olio su tela, 1894) ispirati al mondo degli umili del verismo, tema presto abbandonato per quello più propriamente romantico, improntato al realismo, con eleganti tematiche domestiche in cui la figura della donna è posta in risalto.
Nel 1897 frequenta la scuola romana di decorazione del Real Museo Artistico Industriale diretta da Raffaello Ojetti, ottenendo una medaglia d'oro e 100 lire.
Dal 1902 torna definitivamente a Catania. Pittore eclettico, acquerellista e affreschista, operissimo, si dedica al dipinto di genere, alla composizione allegorica e religiosa, lavorando soprattutto al ritratto - numerosi commissioni da parte di esponenti del clero, della nobiltà e dell'alta borghesia, nonostante il successo della fotografia-, alla decorazione di soffitti per molteplici edifici pubblici e palazzi privati di famiglie facoltose (Ferrarotto, Beneventano della Corte, Paternò del Toscano e probabilmente Musmeci-Samperi), agli affreschi di pale d’altare per chiese sia del luogo natio sia in altri centri della Sicilia orientale che occidentale.
La sua carriera è scandita dalla partecipazione ad esposizioni sia di carattere locale che nazionale quali: la "Belliniana" di Catania del 1890, la Nazionale di Roma del 1895, la Quadriennale d'arte decorativa moderna di Torino del 1902 e soprattutto la seconda Esposizione Agricola Siciliana di Catania del 1907, a Palazzo dell'Esposizione, che ne decretò la fama di decoratore della cosiddetta "Art Nouveau", dedicandogli una parete della "Mostra di Belle Arti e Fotografia".
Lavora, insieme al pittore Salvatore Gregorietti, virtuoso del liberty siciliano, alle decorazioni della villa del marchese Romeo delle Torrazze e del Palazzo Monaco nel 1921.
Dalla fine degli anni Venti fino al 1940 esegue lavori decorativi per le pubbliche committenze dei rispettivi governi a Tripoli, ad Alessandria d'Egitto e a Tunisi. Espone inoltre a Santiago del Cile e a Parigi, ottenendo numerosi riconoscimenti.
Nel corso della carriera ha ritratto, fra l'altro, Vito Pavone (†1975), fondatore catanese dell'Istituto Nastro Azzurro e presidente dell'Associazione provinciale delle famiglie dei caduti di guerra, il saggista e critico letterario Giuseppe Villaroel, i coniugi Lorenzo Vigo-Fazio, scrittore, e Renée Rouxel (violinista), il frate domenicano Tommaso Mirone, il compositore Francesco Paolo Frontini, il tenore Giulio Crimi nelle vesti teatrali del gentiluomo protestante Raoul de Gli ugonotti di Jacob Meyerbeer, il cardinale Giuseppe Francica Nava, e persone a lui care come la moglie, il figlio e la nipote.
Il Palazzotto Abate era la sua casa-atelier sita nel quartiere Borgo della città di Catania, dove abitò con la famiglia: sotto un medaglione di bronzo si legge la seguente lapide dedicata a Carmelino Rubens Abate, nato nel 1893 e figlio del pittore Alessandro (« A Carmelino Rubens Abate / che acceso di giustizia, d'amore e di fede / irradiò di più fulgida gloria / i cieli della Patria, / cadendo il 28 ottobre 1915 mentre conquistava / l'imprendibile trincerone di Boschini Carso. Cittadinanza, ammiratori e amici / perché la sua ombra / vigili sui nuovi destini d'Italia / questo ricordo marmoreo posero »). In calce, è scolpito un frammento di una lettera del figlio-eroe al padre artista: «Il momento è sublime, l'Italia ha bisogno del nostro braccio e Tu devi essere orgoglioso di dare la vita di un figlio alla Patria. Carmelino».
Fu inoltre padre dello scultore Carmelo (Catania, 1912-1956) e nonno del pittore Alberto (Roma, 1946-2012).

## Opere principali

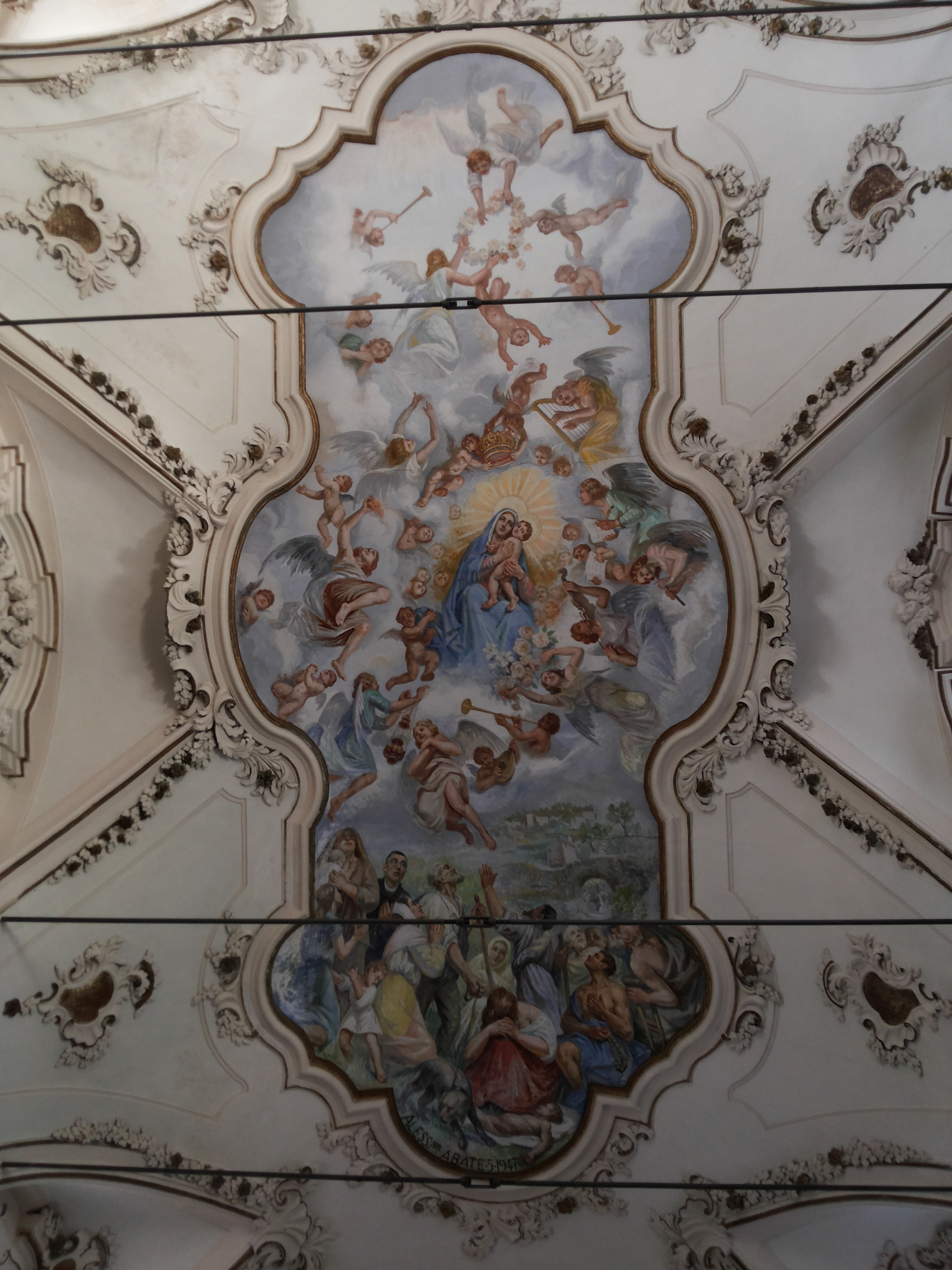
Madonna fonte di Misericordia, affreschi volta Santuario della Madonna dei Miracoli di Alcamo.

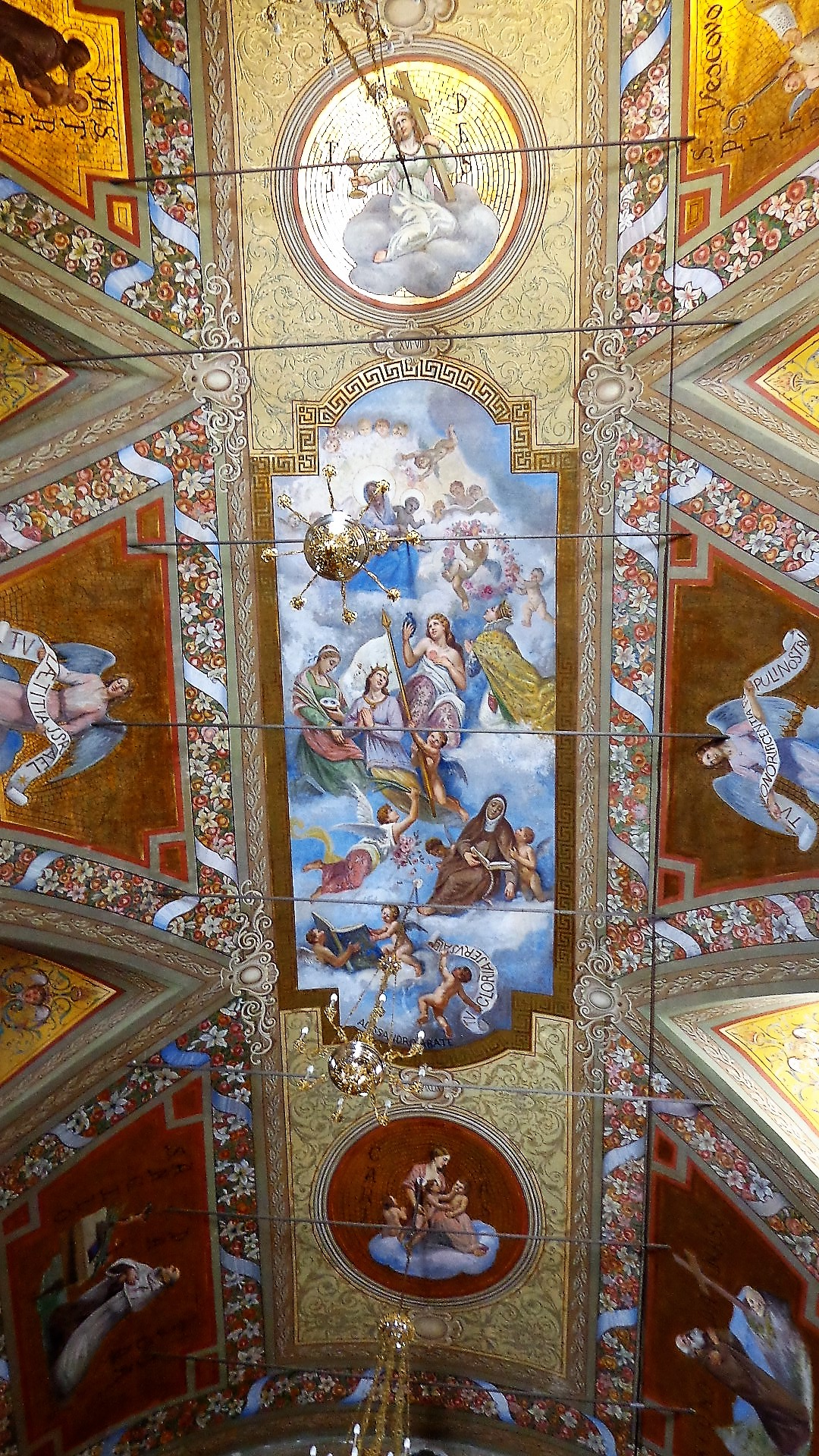
Trionfo della Vergine, affreschi volta del santuario antico di Tindari.

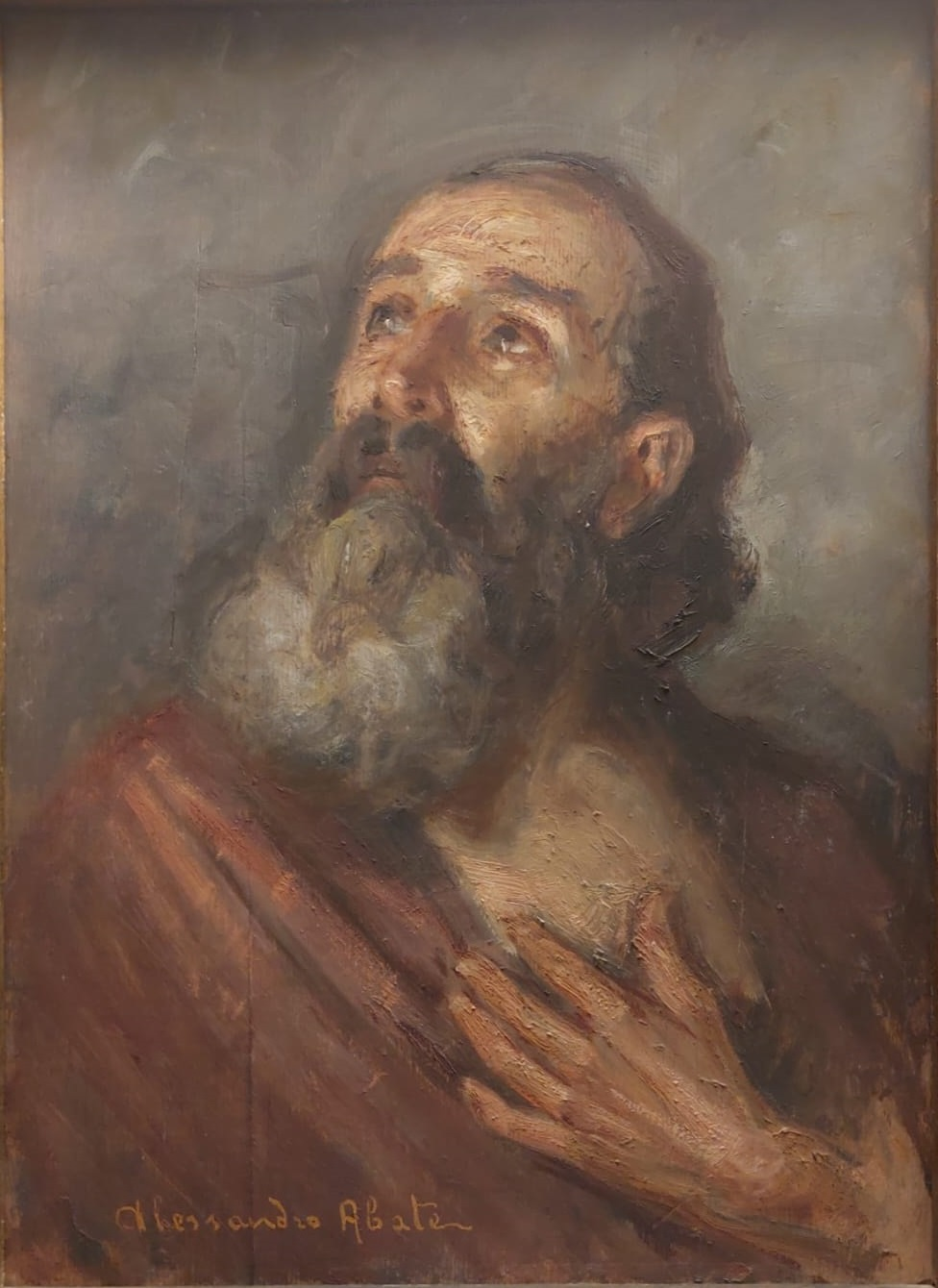
Testa di Apostolo, olio su tavola

- 1890, La cantatrice ambulante (olio su tela).
- 1894, I cantastorie (olio su tela).
- 1897, I senza tetto.
- 1897, Musicista (olio su tela).
- 1899, La Susanna
- XIX secolo, Testa di apostolo, olio su tavola, opera custodita nel museo S. Nicolò di Militello in Val di Catania.
- 1900, Autoritratto.
- 1900, Odalisca.
- 1900, Porta dell'Ara Coeli in Roma.
- 1901, Alleluia.
- 1901, Eppur si muove.
- 1907, decorazioni alla volta del vestibolo d'accesso della II Esposizione Agricola Siciliana di Catania, dipingendo una grande scena, entro una cornice decorativa liberty, ove apparivano ai quattro capi: Labor, Ars, Voluntas, Aeconomia, insieme ad immagini di contadini al lavoro. Sullo sfondo troneggiava l'Etna e, nell'azzurro del cielo, la dea della fertilità Cerere, sopra una quadriga trainata da due cavalli in volo sulla Piana di Catania, nell'atto di distribuire corone ai contadini intenti al lavoro della mietitura e dell'aratura.[3]
- 1907, gli interni del chiosco della ditta Inserra, produttrice di elementi in cemento armato, commissionati all'ingegnere Tommaso Malerba, per la Mostra Campionaria Nazionale.[1]
- 1907, numerosi affreschi della chiesa dei Bianchi di Catania, dove Abate ritrae confrati e Governatori della Nobile Arciconfraternita dei Bianchi nella veste bianca, come i baroni Carlo e Giuseppe Zappalà Asmundo, il barone Antonino Rosso dei principi di Cerami, il VI Duca di Roccaromana e III marchese del Toscano Antonino Paternò Caracciolo, figlio del sindaco catanese Giovambattista.[1]
- 1909, affresco del catino absidale della cappella in onore del Ss. Cuore di Gesù, chiesa di San Francesco all'Immacolata di Catania.[4]
- 1912, Ritratto della moglie all'aperto.
- 1919, La figlia del pittore al piano (olio su tela).
- 1925, Signora nel salotto rosa (olio su tela).
- 1926, Suonatore di violino, Pinacoteca Nunzio Sciavarrello, Bronte (CT).
- 1932, il trittico Impressioni etnee, collezioni del Quirinale, Roma.
- 1947, Madonna con Gesù Bambino in gloria tra angeli e devoti, affresco sulla volta del Santuario della Madonna dei Miracoli di Alcamo
- 1947, Lavandaie colpite dalle pietre al torrente, affresco (entro ovale), Santuario della Madonna dei Miracoli di Alcamo
- 1947, Autorità e popolo trovano l'immagine della Madonna Fonte della Misericordia, affresco (entro ovale), Santuario della Madonna dei Miracoli di Alcamo.
- 1948, Il corredo (olio su tela)
- 1949, Trionfo della Vergine, affresco presente nella volta della navata centrale del Santuario antico di Maria Santissima del Tindari di Tindari.
- XX secolo, San Francesco d'Assisi e Sant'Antonio di Padova, olio su tela, opere custodite nel duomo di Nostra Signora del Rosario di Piedimonte Etneo.
- XX secolo, Ritratto del cardinale Giuseppe Francica-Nava de Bondifè, dipinto custodito nella Cappella del Seminario del Museo diocesano di Catania.